# Santi Millán
Santiago Millán Montes (Barcelona, 13 de setembre de 1968), de nom artístic Santi Millán, és un actor català.

## Biografia
Va començar la seva trajectòria a la televisió, amb programes com El día por delante (1989) o El martes que viene (1990), a Televisió espanyola; i a TV3 en l'especial de Cap d'Any de 1989 i les sèries Els grau 1991 o Teresina S.A. el 1993; i, a Telecinco, Me lo dijo Pérez el 1999.
El 1999 va abandonar La Cubana i es va incorporar a La cosa nostra, el late night que presentava Andreu Buenafuente a TV3. Interpretava a un reporter anomenat Paco Monteagudo, reporter d'aquell programa que es va mantenir en antena fins al 2000 i que, a més de notables xifres d'audiència, va obtenir distincions com el Premi Ondas. La seva col·laboració amb Buenafuente va provocar que, el gener de 2001, participés en el programa La Última Noche (Telecinco), produït per El Terrat i cancel·lat a les poques setmanes. A la fi d'aquest any va tornar a TV3 al costat del seu amic José Corbacho, amb qui ja havia coincidit en anteriors projectes de La Cubana i El Terrat, amb el programa d'improvisació A pèl, també produït per El Terrat. Curiosament, també van coincidir en el seu retorn als escenaris amb l'espectacle còmic 5hombres.com. Millán, a més, compaginava la seva feina a la televisió i el teatre amb la seva col·laboració al programa de ràdio El Terrat, presentat per Andreu Buenafuente a Ràdio Barcelona (Cadena SER).
El 2002 es va incorporar a Periodistas (Telecinco), sèrie produïda per Globomedia en la qual interpretava al reporter gràfic Pep. Després de la finalització de la sèrie aquest mateix any, es va unir a un projecte de la mateixa productora: 7 vidas. S'hi va mantenir durant quatre temporades encarnant a Sergio Antúnez, la parella de Vero (Eva Santolaria). Paral·lelament, col·laborava amb Buenafuente en el programa Una altra cosa (TV3).
El 2003 va estrenar la pel·lícula Vivancos 3 i, un any després, Digues que si. També va interpretar petits papers en Torrente 2 (2000), Lisístrata (2002) i Nudos (2003). El 2005 Ventura Pons li va cridar per al seu primer paper dramàtic protagonista: Amor idiota. Va encadenar aquest rodatge amb el d'una dirigida per Joaquim Oristrell.
El 2007 va abandonar El Terrat i va crear la seva pròpia productora: Zoo Partners Entertainment (Zoopa). El 10 d'octubre de 2007 va estrenar a TV3 el seu primer programa propi: Boqueria 357, que es va emetre fins a març de 2008. Va tornar amb una segona temporada, l'estiu d'aquest any, com Boqueria After Sun. Paral·lelament, Millán va protagonitzar la sèrie LEX (Antena 3), al costat de Javier Cámara i Nathalie Poza.

Santi Millán està casat des de l'any 2009 amb la productora de televisió Rosa Olucha, que ha dirigit programes com No pot ser, de TV3, i amb qui té dos fills. En 2009 va participar en el projecte X1Fi: Junts pel Sàhara i, entre abril i juny de 2010, va presentar UAU! (Cuatro).
El 2012 es va estrenar la sèrie Frágiles (Telecinco), protagonitzada per Millán i va fitxar com a col·laborador del programa El hormiguero 3.0. Seria en 2014 quan s'estrenaria la sèrie Chiringuito de Pepe, protagonitzada per Millán al costat de Jesús Bonilla i Blanca Portillo.
Des de gener de 2016, presenta el programa Got Talent Espanya a Telecinco al costat dels jutges Jorge Javier Vázquez, Eva Hache, Edurne i Risto Mejide.
Des de maig de 2019 presenta a Cuatro el talent show Adivina qué hago esta noche.

## Teatre

### La Cubana
- Cubanas a la carta (1988)
- Cómeme el coco, negro (1989)
- Cubana Maratón dancing (1992)
- Cegada de amor (1994-1998)

### Globomedia
- '5 Hombres.com
- Hombres, mujeres y punto

### El Terrat
- Ustedes se preguntarán como he llegado hasta aquí (2001)
- Participació a Comando a distancia (2003)

## Televisió

### La Cubana
- El día por delante, TVE (1989)
- Especial nochebuena en TVE (1989)
- Especial cap d'any "Aquest any TV3 no fa res" (1989-1990)
- El Martes que viene, TVE (1990)
- Els grau, TV3 (1991)
- Anunci d'estiu, TV3 (1991)
- Teresina SA, TV3 (1992)
- Me lo dijo Pérez, Telecinco (1999)

### El Terrat
- La Cosa Nostra
- Això s'acaba
- Defecte 2000
- Romans a la Catalana
- Em sembla recordar que t'estimo, però no t'ho podria assegurar
- La última Noche
- A pèl
- A pèl tour
- Una altra cosa
- Tinc Pis, Btv (2003)
- Especial Balseros, TV3 (2004)
- Buenafuente (2005)
- Lo Cartanyà (2005)
- Divinos (2006)

### Globomedia
- El Club de la comedia (2001-...)
- Periodistas (2002)
- 7 vidas (2002-2005)
- Haz el humor y no la guerra (2003)

### Zoopa
- Boqueria 357 (2007-2008).

### Altres
- Jet lag, TV3 (2001)
- Splunge, TVE (2005)
- Chiringuito de Pepe Telecinco (2014)

- El Pueblo Telecinco

## Cinema

### Curtmetratges
- La Bula, de Juan Cruz (1994)
- El beso perfecto, de Miguel Milena

### Llargmetratges
- El amor perjudica seriamente la salud (1996)
- Torrente II (2000)
- Vivancos III (2003)
- Lisístrata (2002)
- Nudos (2003)
- Dí que sí (2004)
- Amor idiota (2005)
- Deu ser que ningú és perfecte (2005)
- L'habitació de Fermat (2007)
- Bruc (2010)
- Any de Gràcia (2011)
- Sólo para dos (2013)
- Dos a la carta (2014)
- Espejo, Espejo (2022)

## Ràdio

### El Terrat
- "Total, guanyarà Tom Hanks", Cadena Ser (2001)
- "Estem Arreglats", Cadena Ser